# Ronald Habi
Ronald Habi (Főherceglak, Jugoszlávia, 1977. augusztus 23. –) horvát-magyar kettős állampolgárságú labdarúgó.

## Pályafutása
Pályafutását Horvátországban kezdte, majd Szerbia és Montenegró államának csapatait erősítette. Előbb az OFK Kikinda, majd az FK Vojvodina csapatait. Utóbbitól került Magyarországra, ahol megtalálta helyét a Debreceni VSC-ben, majd jó teljesítménye miatt az Újpest FC vitte el, de nem váltotta be a reményeket így  kölcsönjátékosként folytatta. Ezután a BFC Siófok játékosa (kölcsönben).Néhány hónapnyi játék után súlyos térdsérülést szenvedett, ezért fél évet kell kihagynia. Miután a BFC Siófok felbontotta a kölcsönszerződést, az Újpest pedig nem akarta felépülése után játékát igénybe venni, ezért a téli átigazolási szezonban a Hajdú-Bihar megyei Báránd KSE csapatához szerződött, ahol végül is nem játszott, mert a lába nem bírta a terhelést. 2010-ben átigazolt a szintén a megyei I. osztályban szereplő Hajdúszoboszlói SE csapatához, ahol bajnoki címet ünnepelhetett.

## Sikerei, díjai
- Magyar bajnokság
  - bajnok: 2004–05
- Magyar labdarúgó-bajnokság (megyei első osztály)
  - bajnok: 2009-2010

## Külső hivatkozások
- MLSZ Adatbank
- Profil